# Sauropus ochrophyllus
Sauropus ochrophyllus är en emblikaväxtart som först beskrevs av George Bentham, och fick sitt nu gällande namn av Airy Shaw. Sauropus ochrophyllus ingår i släktet Sauropus och familjen emblikaväxter. Inga underarter finns listade i Catalogue of Life.